# Hans Bettembourg
Hansjörg "Hans" Bettembourg, född 28 mars 1944 i Neuruppin, Tyskland, är en svensk före detta tyngdlyftare. Han blev olympisk bronsmedaljör i mellantungvikt 90 kg i München 1972 efter de två bulgarerna Andon Nikolov och Atanas Sjopov.
Hans Bettembourg är född och uppväxt i Berlin i slutet av 1950-talet. Han höll på med både brottning och rodd och när han var 15 år började han med bodybuilding. Den första kontakten med Sverige fick han på en semesterresa 1963, när han var 19 år gammal, och väl hemma i Berlin igen hade han bestämt sig för att flytta till Sverige, vilket han gjorde redan samma år.
I oktober 1969, i Malung, satte han sitt första av de totalt 13 världsrekord som han satte under tre år. Karriären på landslagsnivå fick ett abrupt slut vid VM på Filippinerna 1974 där hans axel hoppade ur led. Han fortsatte att tävla på nationell nivå och tyngdlyftningskarriären fick först sitt slut i samband med det sista SM-guldet 1978.

## Världsrekord
| Datum            | Plats     | Disciplin | Viktlass       | Resultat |
| 12 oktober 1969  | Malung    | Press     | Lätt tungvikt  | 170,5 kg |
| 16 november 1969 | Kiruna    | Press     | Lätt tungvikt  | 171 kg   |
| 23 november 1969 | Skien     | Press     | Lätt tungvikt  | 171,5 kg |
| 7 december 1969  | Kil       | Press     | Lätt tungvikt  | 172,5 kg |
| 18 april 1970    | Malung    | Press     | Lätt tungvikt  | 174,5 kg |
| 10 maj 1970      | Söderhamn | Press     | Lätt tungvikt  | 175,5 kg |
| 21 augusti 1970  | Falun     | Press     | Lätt tungvikt  | 176 kg   |
| 21 februari 1971 | Bollnäs   | Press     | Mellantungvikt | 187,5 kg |
| 18 april 1971    | Falun     | Press     | Mellantungvikt | 193 kg   |
| 20 februari 1972 | Öjebyn    | Press     | Mellantungvikt | 195,5    |